# Kardinál státní sekretář
Kardinál státní sekretář (latinsky Secretarius Status Sanctitatis Suae, italsky Segretario di Stato di Sua Santità) je titul předsedy vatikánského Státního sekretariátu, nejstaršího a nejdůležitějšího dikasteria (oddělení) římské kurie. Jeho úřad zhruba odpovídá úřadu premiéra (předsedy vlády) a může jej zastávat pouze kardinál-biskup.
Kardinála státního sekretáře jmenuje dle vlastní úvahy papež (není to však jeho povinností), jeho funkční období (stejně jako všech ostatních vrcholných představitelů dikasterií) de facto končí současně s pontifikátem papeže, jenž ho do funkce jmenoval (nový papež ovšem zpravidla nejmenuje nového Státního sekretáře ihned, ale zhruba do 6 měsíců od svého zvolení). Během papežské sedisvakance pak jeho úlohu přebírají až do zvolení nového papeže camerlengo, substitut státního sekretariátu a sekretář pro vztahy se státy.
Pokud úřad není během života papeže obsazen, vykonávají jeho povinnosti zpravidla dva podsekretáři státu, kteří nemusí být kardinálové. Od roku 2013 úřad zastává Pietro Parolin, jmenovaný papežem Františkem a potvrzený papežem Lvem XIV.

## Seznam státních sekretářů
- Girolamo Dandini (1551–1555)
- Karel Boromejský (1560–1565)
- Tolomeo Gallio (1565–1566)
- Girolamo Rusticucci (1566–1572)
- Tolomeo Gallio (1572–1585)
- Decio Azzolino (1585–1587)

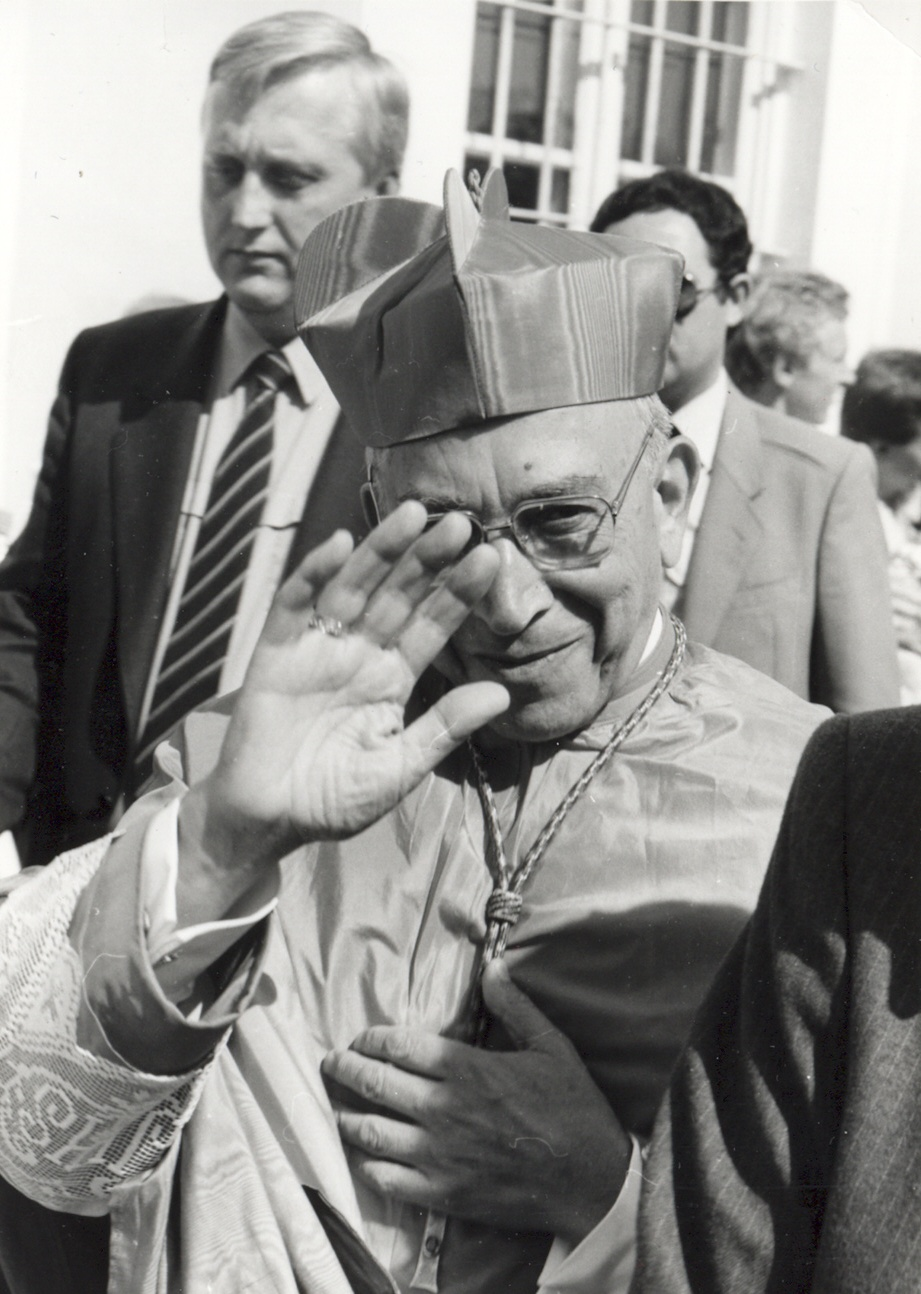
Státní sekretář Agostino Casaroli při Národní pouti na Velehradě, 1985

- Alessandro Peretti de Montalto (1587–1590)
- Paolo Emilio Sfondrati (1591)
- Giovanni Antonio Facchinetti de Nuce (1591)
- Pierbenedetto Peretti (1592–1593)
- Pietro Aldobrandini (1593–1605)
- Silvio Valenti (do 1605)
- Scipione Caffarelli-Borghese, kardinál – nepot (1601–1621)
- Lodovico Ludovisi, kardinál – nepot (1621–1623)
- Lorenzo Magalotti (1624–1628)
- Giovanni Giacomo Panciroli (1644–1651)
- Fabio Chigi (později papež Alexander VII.) (1651–1655)
- Giulio Rospigliosi (později papež Klement IX.) (1655–1667)
- Decio Azzolino (1667–1669)
- Federico Borromeo ml. (1670–1673)
- Francesco Nerli (1673–1676)
- Alderano Cibo (1676–1689)
- Giambattista Rubini (1689–1691)
- Fabrizio Spada (1691–1700)
- Fabrizio Paolucci (1700–1721)
- Giorgio Spinola (1721–1724)
- Fabrizio Paolucci (1724–1726)
- Niccola Maria Lercari (1726–1730)
- Antonio Banchieri (1730–1733)
- Giuseppe Firrao (1733–1740)
- Silvio Valenti Gonzaga (1740–1756)
- Alberico Archinto (1756–1758)
- Ludovico Maria Torriggiani (1758–1769)
- Lazzaro Opizio Pallavicini (1769–1785)
- Ignazio Boncompagni Ludovisi (1785–1789)
- Francesco Saverio de Zelada (1789–1796)
- Ignazio Busca (1796–1797)
- Giuseppe Doria Pamphili (1797–1799)
- Ercole Consalvi, státní prosekretář (1800); kardinál státní sekretář (1800–1806)
- Filippo Casoni (1806–1808)
- Giulio Gabrielli (1808–1814)
  - Giuseppe Doria Pamphilj, prosekretář (1808)
  - Bartolomeo Pacca, státní prosekretář (1808–1814)
- Ercole Consalvi (1814–1823)
- Giulio Maria della Somaglia (1823–1828)
- Tommaso Bernetti (1828–1829)
- Giuseppe Albani (1829–1830)
- Tommaso Bernetti, státní prosekretář (1831); kardinál státní sekretář (1831–1836)
- Luigi Lambruschini (1836–1846)
- Pasquale Gizzi (1846–1847)
- Gabriele Ferretti (1847–1848)
- Giovanni Soglia Ceroni (1848–1856)
- Giuseppe Bofondi (1848)
- Giacomo Antonelli (1848)
- Anton Francesco Orioli (1848) (ad interim)
- Giovanni Soglia Ceroni (1848)
- Giacomo Antonelli (1848–1876)
- Giovanni Simeoni (1876–1878)
- Alessandro Franchi (1878)
- Lorenzo Nina (1878–1880)
- Lodovico Jacobini (1880–1887)
- Mariano Rampolla del Tindaro (1887–1903)
- Rafael Merry del Val y Zulueta (1903–1914)
- Domenico Ferrata (1914)
- Pietro Gasparri (1914–1930)
- Eugenio Pacelli (později papež Pius XII.) (1930–1939)
- Luigi Maglione (1939–1944)
- úřad neobsazen (1944–1958), nejdříve vykonával celou agendu Pius XII. osobně (patrně důvod, proč nového státního sekretáře nejmenoval), po roce 1952 jí část připadla státním prosekretářům Tardinimu (1952–1958) a Montinimu, pozdějšímu papeži Pavlu VI. (1952–1954).
- Domenico Tardini (1958–1961)
- Amleto Giovanni Cicognani (1961–1969)
- Jean-Marie Villot (1969–1979)
- Agostino Casaroli (1979–1990) (státní prosekretář od 28. dubna do 30. června 1979)
- Angelo Sodano (1991–2006) (státní prosekretář od 1. prosince 1990 do 28. června 1991)
- Tarcisio Bertone (2006–2013)
- Pietro Parolin (od 2013)